# Галичани (реканци)
Вижте пояснителната страница за други значения на Галичани.
Галѝчани (на македонска литературна норма: Галичани) са жителите на паланката Галичник, Северна Македония. Това е списък на най-известните от тях.

## Родени в Галичник
А — Б — В — Г — Д —
Е — Ж — З — И — Й —
К — Л — М — Н — О —
П — Р — С — Т — У —
Ф — Х — Ц — Ч — Ш —
Щ — Ю — Я

### А
- Аврам Тортевски, български революционер от ВМОРО, член на Галичкия околийски революционен комитет през 1902 година[1][2]
- Аврам Чальовски (1854 – 1943), български предприемач
- Александър Сариевски (1919 – 2002), македонски народен певец
- Алексо Гиновски (1851 – 1894), български зограф и фотограф
- Амвросий Попмилетиев (? – 1909), български духовник и революционер
- Апостол Христов (1877 – 1947), български революционер
- Арсений Бигорски (? – 1839), български духовник, игумен на Бигорския манастир от 1807 до 1839 година
- Атанас Петков, български революционер, убит във Виница при Винишката афера[3]

### Б
- Богоя Спасов, български революционер, участник в Охридското съзаклятие от 1880 – 1881 г., умрял преди 1918 г.[4]
- Борислав Спиров Личеновски (8 май 1917 - ?), завършил в 1942 година право в Софийския университет[5]

### В
- Васил Гиновски (? – 1924), български зограф
- Васил Илиев, български зограф, изписал стенописите в средата на наоса на Черепишкия манастир в 1908 г.[6]
- Васил Христов Чоланчевски (Чоланчев), български революционер от ВМОРО, член-съветник на околийския комитет на организацията в Галичник[7]
- Владимир Гиновски (1927 – 2014), български скулптор от Фръчковския род
- Велимир Гиновски (1912 – ), политик от Социалистическа република Македония
- Вениамин Николов Тасовски, български зограф
- Вено Костов, български зограф

### Г
- Генади Болиновски (р. 1930), северномакедонски писател
- Георги Исачев (1878 – 1953), български зограф
- Георги Пулевски (1817 – 1893), революционер, писател, ранен македонист
- Григор Медлинин, български революционер, убит във Виница при Винишката афера[3]
- Григор Огненов, български революционер, опълченец
- Гюрчин Негриев (1811/1812 – ?), български резбар

### Д
- Данаил Несторов (1870 – ?), български зограф
- Димитър Минов Станишев (1861 – ?), български предприемач
- Димитър Теодосиев Палчески, просветен деец. Получил стипендия от сръбската пропаганда, завършва сръбско училище в Призрен и няколко години е сръбски учител в Галичник. Отказва се от сръбството, заминава за България и работи като чиновник в земеделските банки. Връща се в Галичник като български учител[8]
- Доксим Траянов (1893 – ?), български юрист, подпредседател на Галичко-Реканското благотворително братство в София[9]

### Е
- Евгений Попкузманов (? – 1888), български зограф
- Евстатий Чальовски (1885 – 1943), български революционер, македоно-одрински опълченец
- Епифаний Христов (1860 – 1906), български зограф

### И
- Иван Гиновски (1878 – 1908), български революционер
- Иван Дулев (? – 1903), български революционер
- Иван Пендаровски (1863 – 1917), български революционер
- Иван Спаовски (1856 – ?), български зограф
- Иван Филиповски, член на Галичкия окръжен революционен комитет на ВМОРО, а от юли 1903 година и касиер на околийския комитет в Галичко-реканския революционен район[10].
- Иван Филиповски, представител на зографския род Филипови, брат на Йосиф Филипов, ръководил изработването на иконостаса на „Свети Георги“ в Ямбол
- Иван Филиповски (1870 – ?), лекар
- Исо Хаджистанишев, български архитект[11]

### Й
- Йордан Михайлов, български революционер от ВМОРО, четник на Стефан Димитров[12]
- Йордан Стоянов Томов (1885 - 1943), български строител

### К
- Устабаши Кара Иван (около 1790 - ?), български майстор строител, построил редута Таушан табия на 1 km от външния ров на Видин при Хюсеин паша, наследника на Осман Пазвантоглу[13]
- Константин Яковлев, български зограф
- Кръсте Гиновски, български зограф
- Кръсто В. Галичанов, учител в Кратово между 1868 и 1874 година[14]
- Кръсто Янков (1854 – 1919), български зограф

### Л
- Лазар Личеноски (1901 – 1964), югославски художник

### М
- Макрий Негриев (1800 – 1849), български резбар
- Мане Томовски, български революционер от ВМОРО, войвода на селската чета от Галичник през 1902 година[15]
- Марко Минов, български зограф
- Марко Симеонов (1866 – 1933), български революционер
- Миле Апостолски (p. 1927), югославски партизанин и генерал-майор от ЮНА
- Милош Яковлев (? – 1892), български зограф
- Милош Яковлевич (1892 – 1963), югославски и македонски лекар
- Мино Пешков, български революционер, деец на ВМОРО[16]
- Мино Яковлев (около 1820 - 1903), български зограф
- Архимандрит Михаил, български възрожденски духовник, игумен на Бигорския манастир
- Михаил Зързовски, български революционер, войвода на четата от Галичник в 1902 година[17]
- Михаил Лакенски, избран за член на Галичкия окръжен революционен комитет на ВМОРО през лятото на 1902 година[18]
- Михаил Ненов, български революционер, деец на ВМОРО[16]
- Михаил Гюрчинов (1839 – 1874), български резбар и зограф
- Михаил Панайотов, български зограф, изписал в 1849 година църквата „Успение Богородично“ в Лешочкия манастир[19]

### Н
- Негрий Блажев (1783 – 1843), български резбар и зограф
- Нестор Траянов (1841 – ?), български иконописец
- Никола М. Станишев (1882 - ?), завършил медицина в Мюнхенския университет в 1911 година[20]
- Никола Янев Тасовски (1843 – 1913), български зограф
- Нове Франговски (1939 - 2017), художник

### П
- Павел Гегов (? – 1880), български зограф
- Павел Стоянов (1839 – 1904), български зограф
- Павел Стефов Хаджиевски, член-съветник на Галичкия окръжен революционен комитет през 1902 година[21]
- Панайот Гиновски (1842 – 1886), български зограф и фолклорист
- Пане Гюрчинов (1847 – 1892), български резбар и зограф
- Партений Зографски (1818 – 1876), български духовник

### Р
- Раде Янкуловски (1880 – 1908), български революционер
- Рафаил Николов Тасовски, български зограф

### С
- Самоил Дуковски (1929 – 2011), артист от Република Македония
- Симеон Стаматев, български опълченец, постъпил в I опълченска дружина, II рота на 19 май 1877 година, умрял на 26 март 1878 година след кратко боледуване[22][23]
- Славко Брезовски (1922 – 2017), архитект от Република Македония
- Соломон Николов, български зограф
- Спиро Личеновски, български свещеник
- Стоян Марков, български революционер от ВМОРО, четник на Иван Наумов Алябака[24]
- Стоян Томов (1862 - 1934), български строител
- Страте Аврамов, български революционер от ВМОРО, четник на Тале Кръстев[25]

### Т
- Тале Кръстев (1882 – 1968), български революционер
- Теофан Буджароски, български зограф
- Теофил Гиновски, български зограф
- Теофил Гюрчинов (1845 – 1874), български резбар и зограф
- Теофил Минов (1860-1911), български зограф
- Томислав Бундалевски (1935 – 2004), политик от Социалистическа република Македония
- Томо Дингов Динговски ( 1862 - 1917), български екзархийски свещеник
- Томо Томоски (края на ХVІІІ век – 1856), български общественик
- Траян Негриев (1809/1810 – ?), български иконописец
- Трайче Жиковски (1888 - 1948) един от основателите на СК „Левски“, първи спонсор и домакин на отбора[26]
- Тръпко Гиновски (1849 – ?), български общественик

### У
- Угрин Джиков, търговец, деец на Македонския комитет

### Х
- Христо Мицков (? – 1900), български зограф
- Христо Огнянов (1870 – 1941), сръбски учен, етнограф

### Я
- Яков Бундовски (около 1800 - около 1870), български зограф
- Яков Мауровски, български зограф
- Янаки Томов (1860 – 1913), български революционер
- Янко Кеновски (1864 – 1932), български революционер

## Македоно-одрински опълченци от Галичник
- Авросия (Арсо) Аврамов, 20 (21)-годишен, млекар, основно образование, 1 рота на 1 дебърска дружина[27]
- Георги Алексов, македоно-одрински опълченец, 27-годишен, художник иконописец, ІІІ клас, Нестроева рота на 1 дебърска дружина[28]
- Георги Р. Бабалевски (Бабалиевски), 22-годишен, бакалин, основно образование, 1 рота на 1 дебърска дружина[29]
- Димитър (Мире) Панчовски, 30-годишен, учител, средно образование, 1 рота на 1 дебърска дружина и лазарет на МОО[30]
- Иван Алексиев, 24-годишен, декоратор, основно образование, 1 дебърска дружина[31]
- Йордан Михайлов Томовски, 28-годишен, бакалин, основно образование, 1 рота на 1 дебърска дружина, носител на орден „За храброст“ ІV степен[32] Загинал през Първата световна война.[33]
- Коста Андонов, 33-годишен, млекар, основно образование, 1 рота на 1 дебърска дружина, ранен на 11 юни 1913 година, носител на орден „За храброст“ ІV степен[34]
- Манол Аврамов Чальовски (Чаловски), 24-годишен, търговец, ІІ клас, 1 и Нестроева рота на 1 дебърска дружина[35]
- Милан Алексиев (Алексов), 25-годишен, бояджия, основно образование, 1 рота на 1 дебърска дружина, носител на орден „За храброст“ ІV степен[36]
- Русе Аврамов, 26-годишен, млекар, основно образование, 1 рота на 1 дебърска дружина, Интендантство на МОО[37]
- Руси Андреев, македоно-одрински опълченец, 2 рота на 5 одринска дружина[38]
- Софрони (Софе) М. Томовски, 26-годишен, бакалин, основно образование, 1 рота на 1 дебърска дружина, ранен[39]
- Тома (Томо) Кръстев Чапаров (р. 27 януари 1891 - 1965[40] участвал в Първата световна война с 1 пехотен македонски (59 пехотен) полк на 11 дивизия от 11 септември 1911 до 21 ноември 1918 г. Касиер на Галичко-Реканско благотворително братство[41]

- Христо Аврамов, 25-годишен, млекар, основно образование, 1 и Нестроева рота на 1 дебърска дружина, ранен на 8 юни 1913 година[37]

## Починали в Галичник
- Амвросий Попмилетиев (? – 1909), български духовник и революционер
- Евгений Попкузманов (? – 1888), български зограф
- Епифаний Христов (1860 – 1906), български зограф
- Иван Гиновски (1878 – 1908), български революционер
- Кузман капитан, български хайдутин
- Траян Негриев (1809/1810 – ?), български иконописец

## Други
- Богдан Йерусалимов, български юрист, по потекло от Галичник
- Владимир Йерусалимов-Влагера, български футболист и баскетболист, по потекло от Галичник
- Горазд Росоклия (р. 1949), учен от Северна Македония, по потекло от Галичник
- Любомир Фръчковски (р. 1957), юрист и политик от Северна Македония, по потекло от галичкия Фръчковски род
- Симеон Гугуловски (1941 – 1995), оперен певец от Република Македония, по потекло от Галичник